# سابولش هورفاث
سابولش هورفاث (بالمجرية: Horváth Szabolcs)‏ هو لاعب كرة قدم مجري في مركز الدفاع، ولد في 10 يوليو 1989 في ميشكولتس في المجر. لعب مع نادي ديوسجوري.